# Старина (Западнодвинский район)
 Старина  — деревня в Западнодвинском муниципальном округе Тверской области.

## География
Находится в юго-западной части Тверской области на расстоянии приблизительно 1 км по прямой на запад по прямой от районного центра города Западная Двина.

## История
В 1877 году здесь (погост Торопецкого уезда Псковской губернии было учтено 5 дворов, в 1927 — 5. До 2020 года деревня входила в состав ныне упразднённого Западнодвинского сельского поселения. На погосте действовала Никольская церковь.

## Население
Численность населения: 13 человек (1877 год), 9 (русские 100 %) в 2002 году, 5 в 2010.